# Kirchberg an der Murr
Kirchberg an der Murr is een plaats in de Duitse deelstaat Baden-Württemberg, en maakt deel uit van het Rems-Murr-Kreis.
Kirchberg an der Murr telt 3.886 inwoners.
Alfdorf ·
Allmersbach im Tal ·
Althütte ·
Aspach ·
Auenwald ·
Backnang ·
Berglen ·
Burgstetten ·
Fellbach ·
Großerlach ·
Kaisersbach ·
Kernen im Remstal ·
Kirchberg an der Murr ·
Korb ·
Leutenbach ·
Murrhardt ·
Oppenweiler ·
Plüderhausen ·
Remshalden ·
Rudersberg ·
Schorndorf ·
Schwaikheim ·
Spiegelberg ·
Sulzbach an der Murr ·
Urbach ·
Waiblingen ·
Weinstadt ·
Weissach im Tal ·
Welzheim ·
Winnenden ·
Winterbach